# Алжир на літніх Олімпійських іграх 2024
Алжир на літніх Олімпійських іграх 2024 представляли сорок п'ять спортсменів у п'ятнадцятьох видах спорту.

## Медалісти
| Медаль | Ім'я            | Вид спорту           | Змагання          | Дата      |
| ------ | --------------- | -------------------- | ----------------- | --------- |
| 1      | Кайлія Немур    | Спортивна гімнастика | різновисокі бруси | 4 серпня  |
| 1      | Іман Хеліф      | Бокс                 | до 66 кг          | 9 серпня  |
| 3      | Джамель Седжаті | Легка атлетика       | біг на 800 метрів | 10 серпня |